# Interestatal H-1
La Interestatal H-1 (abreviada H-1) es la interestatal más transitada en Hawái, Estados Unidos, localizada en la isla de O‘ahu. A pesar de su número, esta autopista es de sentido este–oeste y la serie 'H' (para Hawái) refleja el orden en el cual la ruta fue completada y construida. La H-1 va desde la Ruta 93 (Farrington Highway) en Kapolei hasta la Ruta 72 (Kalanianaole Highway) en Kāhala. Al este de la Calle Middle en Honolulu (salida 19A), la H-1 es también conocida como Lunalilo Freeway y en algunos casos el nombre está en algunos letreros antiguos de Honolulu. Al oeste de la Calle Middle, la H-1 es también conocida como Queen Liliʻuokalani Freeway;  este nombre es mostrado en algunos mapas de carreteras. Es la carretera más occidental y meridional de los Estados Unidos.